# Pseudonannolene abbreviata
Pseudonannolene abbreviata är en mångfotingart som beskrevs av Filippo Silvestri 1902. Pseudonannolene abbreviata ingår i släktet Pseudonannolene och familjen Pseudonannolenidae. Inga underarter finns listade i Catalogue of Life.